# NGC 4127
NGC 4127 je spiralna galaktika u zviježđu Žirafi. 

## Vanjske poveznice
- (eng.) SEDS: NGC 4127
- (eng.) Revidirani Novi opći katalog
- (eng.) Izvangalaktička baza podataka NASA-e i IPAC-a
- (eng.) Astronomska baza podataka SIMBAD
- (eng.) VizieR